# Eucrate alcocki
Eucrate alcocki is een krabbensoort uit de familie van de Euryplacidae. De wetenschappelijke naam van de soort is voor het eerst geldig gepubliceerd in 1973 door Serène, in Serène & Lohavanijaya.